# أوناسمنوجين أبيبارفوفك
أوناسمنوجين أبيبارفوفك (بالإنجليزية: Onasemnogene abeparvovec)‏ (INN), أو كما يعرف باسم الشائع AVXS-101 والمسوق تحت الاسم التجاري زولجنسما, هو علاج جيني يستعمل في علاج اضطراب عصبي عضلي شديد اسمه ضمور العضلات الشوكي والذي يعود سببه طفرة في جين SMN1 ‏ والذي بدوره يقلل بشكل كبير من كمية بروتين SMN1 الضروري لبقاءالأعصاب الحركية.
أوناسمنوجين أبيبارفوفك دواء بيولوجي يتكون من قفيصة فيروس مرتبط بالغدانية مكملة-ذاتيا والتي تحتوي على جين محور لبروتين SMN1 مع محفزات. يعطى الدواء وريديا أو داخل القراب.
يُعتقد أن جرعة واحدة من الدواء سيكون لها تأثير دائم طوال حياة المريض.
طورت شركة AveXis للتقانات الحيوية هذا الدواء، وهي شركة فرعية لنوفارتس، استنادا إلى اكتشاف سابق من قبل الباحثين الفرنسيين. في 24 مايو 2019، رخص استعماله في الولايات المتحدة للأطفال الذين تقل أعمارهم عن السنتين. سعره الذي أعلن عنه يبلغ 2.125 مليون دولار أمريكي.